# Pelurga manifesta
Pelurga manifesta är en fjärilsart som beskrevs av Inoue 1986. Pelurga manifesta ingår i släktet Pelurga och familjen mätare. Inga underarter finns listade i Catalogue of Life.